# نريمان ممادوف
نريمان حبيب أوغلو ممادوف (بالأذرية: Nəriman Məmmədov) - ملحن وموسيقار أذربيجاني والسوفيتي، بروفسور في أكاديمية باكو للموسيقى، فنان الشعب أذربيجاني (2005).

## حياته
ولد نريمان ممادوف في 28 ديسمير عام 1927 في جمهورية نخجوان الذاتية. تخرج من معهد الموسيقى في 1931 كموسيقار وفي 1961 من صف جودات حجييف.
المخرج الموسيقي في مسرح الدراما الأكاديمي الحكومي في نخجوان إسمه جليل ممادقولذاده بين (1943-1946).
عمل نريمان ممادوف في كلية الموسيقار إسمه عاسف زينلي. عمل معلم في معهد أذربيجان الوطنية للموسيقى.
من 1959 حتى نهاية عمره عمل نريمان ممادوف في معهد الفنون والمعمارية لأكادمية العلوم الوطنية الأذربيجانية.
نريمان ممادوف هو ألف بالية «هوماي» على أساس رواية صمد فورغون وأقيمت هذه البالية على المشهد لمسرح أكاديمية دولة أذربيجان للأوبرا والباليه.
وقد استخدمت عدد من مقامات أذربيجانية بمهارة في باليه «هوماي». فنان الشعب في جمهورية أذربيجان جودات حجييف قال عن هذه البالية: «إفتتح نريمان ممادوف الصحفة الجديدة والمشرق بالباليه «هوماي» في تاريخ البالية».
توفي نريمان ممادوف في 6 أبريل عام 2015، 87 من عمره.